# Jacques Paul Migne
Jacques Paul Migne (kaldt Abbé Migne, født 25. oktober 1800 i Saint-Flour, département Cantal i Frankrig, død 25. oktober 1875 i Paris) var en fransk præst, der udgav billige teologiske værker, encyklopædier og tekster af kirkefædrene for at tilvejebringe et universelt bibliotek for det katolske præsteskab.
Migne studerede ved det teologiske seminar i Orléans,
blev præsteviet 1824 og derefter præst i Puisseaux ved
Orléans, men flyttede 1833 til Paris, hvor
han begyndte at udgive bladet
L'Univers religieux (senere, under næste redaktør som L'Univers).
1836 grundlagde han et trykkeri (Imprimerie catholique)
i Petit Montrouge ved Paris, og fra dette
udsendte han adskillige store værker, bl.a.
Patrologiæ cursus completus sive Bibliotheca sanctorum patrum,
hvoraf en latinsk række i 221 bind (1844—55)
og to græske rækker, den ene i 81 bind (1851—61),
den anden i 166 bind (1857—66);
Scripturæ sacræ cursus completus i 28 bind (1840—45),
Theologiæ cursus completus i 22 bind (1840—45),
Encyclopédie théologique i 171 bind (1844—66).
Mignes udgaver er for største delens
vedkommende ukritiske hastværksarbejder,
som har været kritiseret af forskere, men da de kun langsomt er blevet erstattet af moderne, kritiske udgaver, er de stadig værdifulde.
1868 blev en stor del af Mignes samlinger ødelagt ved
ildebrand, men firmaet Garnier Fréres, som
1879 købte hans oplag, har søgt at bøde på
tabet.